# Vaudeville Villain
Vaudeville Villain (с англ — «Злодей из Водевиля») — третий сольный альбом британо-американского репера MF Doom, выпущенный под псевдонимом Viktor Vaughn 16 сентября 2003 года на лейблах Sound-Ink Records и Traffic Entertainment Group.Все треки были спродюсированы участниками лейбла Sound-Ink: Heat Sensor, King Honey и Max Bill.Прозвище было взято у Виктора Фон Дума.  Трек Saliva был спродюсирован RJD2. Два сингла с альбома были выпущены в коммерческих целях: «Rae Dawn» и «Mr. Clean».

## Фон
В 2003 году MF Doom и Madlib в рамках проекта Madvillain записывали альбом Madvillainy. Кто-то из окружения Отиса крадёт демо запись альбома и выкладывает её в сеть. Разочарованные от такого происшествия, музыканты решили делать свои проекты. Дум записал Take Me To Your Leader под именем King Geedorah, после которого Думилье начал записывать Vaudeville Villain.

## Запись
В отличие от старых записей, в которых Думилье и читал реп и писал биты, в этом альбоме MF Doom не записал ни одной ноты. В отличие от Take Me to Your Leader, в котором Думилье полностью написал всю музыку и уступал место MC другим исполнителям, в этой записи Doom дал возможность сделать музыку лейблу Sound-Ink. Одного из участников лейбла, Heat Sensor, Думилье встретил в Бруклинском баре. Благодаря общим интересам они быстро нашли общий язык. Спустя какое-то время Heat Sensor познакомил его с King Honey и Максом Билом. Троица решила спродюсировать новый альбом Viktor Vaughn. Единственный трек, который трио не спродюсировало, был Saliva, спродюсированный RJD2.

## Музыка и тексты
Альбом повествует историю о восемнадцатилетнем учёном из другого измерения, в котором запрещено читать реп. Виктор путешествует во времени. Его машина времени ломается, и молодой учёный остаётся в Нью Йорке 1990-х годов, где он остаётся без денег. Парень начинает выступать на открытых микрофонах, чтобы заработать денег. Сюжет альбома отсылает к жизни самого Дэниэла: он также остался без денег, из-за чего он начал выступать на открытых микрофонах.
Реп и музыка Думилье в этом альбоме более грубые, нежели в предыдущих альбомах. В альбоме использованы сэмплы из мультфильма о человеке пауке 1982 года. Например они звучили в треках Saliva, Lickupon,The Drop, Popsnot, A Dead Mouse, Overture, Never Dead, G.M.C. и Lactose and Lecithin.

## Критический приём
| Оценки критиков      | Оценки критиков |
| Источник             | Оценка          |
| -------------------- | --------------- |
| AllMusic             | [ 10 ]          |
| And It Don't Stop    | A               |
| Entertainment Weekly | A               |
| HipHopDX             | 4.0/5           |
| Pitchfork            | 9.1/10          |
| Spin                 | B+              |
| Stylus Magazine      | B               |
| Tiny Mix Tapes       | 5/5             |

Vaudeville Villain получил положительные отзывы от критиков. Марк Питлик, обозреватель AllMusic, сказал, что MF Doom был в своей лучшей форме на Vaudeville Villain, назвав альбом «плотным, ярким и полным идей». Натан Рабин похвалил «ультрамагнитные тексты» Дума, отметив, что продакшн альбома не такой сильный, как у Take Me to Your Leader.Нил Драмминг из Entertainment Weekly похвалил альбом за его панчлайны и «жуткие, гудящие, с привкусом научной фантастики» биты. Роланд Пембертон, писавший для Pitchfork, похвалил лирическое содержание Vaudeville Villain, но раскритиковал его продюсирование.Скотт МакКитинг из Stylus Magazine считал, что продюсирование альбома было его настоящей силой, и не любил псевдоним Виктора Вона и концепцию альбома, считая его «в корне глупым». В 2021 году, после смерти MF DOOM, Роберт Кристгау написал, что альбом «вполне может стать его лучшим» и расценил его как последовательный пример того, что он был «в основе своей комическим артистом, для которого рифма, а не смысл, был королём».

## Трек лист
| №                   | Название                         | Музыка              | Длительность |
| ------------------- | -------------------------------- | ------------------- | ------------ |
| 1.                  | «Overture»                       |                     | 0:34         |
| 2.                  | «Vaudeville Villain»             | King Honey          | 2:31         |
| 3.                  | «Lickupon»                       | Heat Sensor         | 2:44         |
| 4.                  | «The Drop»                       | Max Bill            | 3:24         |
| 5.                  | «Lactose and Lecithin»           | Heat Sensor         | 2:34         |
| 6.                  | «A Dead Mouse»                   | King Honey          | 3:55         |
| 7.                  | «Open Mic Nite, Pt. 1»           | King Honey          | 4:09         |
| 8.                  | «RaeDawn»                        | Heat Sensor         | 3:00         |
| 9.                  | «Let Me Watch»                   | King Honey          | 4:27         |
| 10.                 | «Saliva»                         | RJD2                | 2:28         |
| 11.                 | «Modern Day Mugging»             | Heat Sensor         | 2:43         |
| 12.                 | «Open Mic Nite, Pt. 2»           | King Honey          | 3:13         |
| 13.                 | «Never Dead»                     | Heat Sensor         | 3:27         |
| 14.                 | «PopSnot»                        | Max Bill            | 4:39         |
| 15.                 | «Mr. Clean»                      | King Honey          | 2:13         |
| 16.                 | «G.M.C»                          | Max Bill            | 3:33         |
| 17.                 | «Change the Beat (скрытый трек)» | Max Bill            | 6:55         |
| Общая длительность: | Общая длительность:              | Общая длительность: | 56:42        |